# Filippo Rolando
Filippo Rolando (Torino, 1900 – Torino, 22 agosto 1969) è stato un paroliere, compositore e direttore d'orchestra italiano.

## Biografia
Dopo essersi diplomato in pianoforte al Conservatorio Giuseppe Verdi di Torino, negli anni '20 inizia ad esibirsi in varie formazioni.
Entra poi all'Eiar come direttore d'orchestra e, negli anni '30, segue la realizzazione musicale di molte trasmissioni; diventa inoltre responsabile per l'ente della scuola di canto.
Nello stesso periodo si dedica alla composizione di canzoni interpretate da molti cantanti della radio come Oscar Carboni e Michele Montanari, tra cui la più nota è Il gallo della Checca per il Trio Lescano; in molti casi è anche paroliere, come per Cercasi bionda, su musica di Gino Redi, contenuta nella colonna sonora del film Cercasi bionda bella presenza di Pina Renzi.
Continua l'attività anche nel dopoguerra, e partecipa al Festival di Sanremo 1951 con Mai più, interpretata da Achille Togliani, che però non arriva in finale; nello stesso anno scrive Miss Bianchina, su musica di Pippo Barzizza, per il film Porca miseria!, di Giorgio Bianchi.
Nel corso della sua carriera ha lavorato con autori come Saverio Seracini, Nisa, Pippo Barzizza, Eugenio Calzia
È sepolto al Cimitero monumentale di Torino.

## Le principali canzoni scritte da Filippo Rolando
| Anno | Titolo                | Autori del testo | Autori della musica              | Interpreti                  |
| ---- | --------------------- | ---------------- | -------------------------------- | --------------------------- |
| 1941 | Il gallo della Checca | Nisa             | Filippo Rolando                  | Trio Lescano                |
| 1944 | Ronda solitaria       | Filippo Rolando  | Filippo Rolando e Battista Nizza | Elsa Peyrone                |
| 1949 | Samba spensierata     | Filippo Rolando  | Saverio Seracini                 | Nilla Pizzi e il Duo Fasano |
| 1951 | Mai più               | Filippo Rolando  | Franco Fuselli                   | Achille Togliani            |
| 1951 | Don Chisciotte        | Filippo Rolando  | Norberto Caviglia                | Orchestra Galassini         |